# Артур (Айова)
Артур (англ. Arthur) — город в округе Айда, Айова, в центральной части США. По данным переписи за 2010 год в городе проживало 206 человек
По данным Бюро переписи населения США город имеет общую площадь в 0,39 км².
Артур был основан в 1885. Он был назван в честь Честера Артура, 21-го президента США.

## Население
| Год переписи | Нас. |  | %±     |
| ------------ | ---- |  | ------ |
| 1900         | 162  |  | —      |
| 1910         | 215  |  | 32,7%  |
| 1920         | 290  |  | 34,9%  |
| 1930         | 249  |  | −14,1% |
| 1940         | 254  |  | 2%     |
| 1950         | 243  |  | −4,3%  |
| 1960         | 265  |  | 9,1%   |
| 1970         | 273  |  | 3%     |
| 1980         | 288  |  | 5,5%   |
| 1990         | 272  |  | −5,6%  |
| 2000         | 245  |  | −9,9%  |
| 2010         | 206  |  | −15,9% |
| 2015         | 204  |  | −1%    |

По данным переписи 2010 года население Артура составляло 206 человек (из них 48,5 % мужчин и 51,5 % женщин), в городе было 95 домашних хозяйств и 60 семей. На территории местности были расположены 113 построек со средней плотностью 289,7 построек на один квадратный километр суши. Расовый состав: белые — 98,1 %, коренные американцы — 0,5 %.
Население местности по возрастному диапазону по данным переписи 2010 года распределилось следующим образом: 20,9 % — жители младше 18 лет, 1,9 % — между 18 и 21 годами, 55,4 % — от 21 до 65 лет и 21,8 % — в возрасте 65 лет и старше. Средний возраст населения — 47,5 лет. На каждые 100 женщин в Артуре приходилось 94,3 мужчин, при этом на 100 совершеннолетних женщин приходилось уже 94,0 мужчин сопоставимого возраста.
Из 95 домашних хозяйств 63,2 % представляли собой семьи: 48,4 % совместно проживающих супружеских пар (12,6 % с детьми младше 18 лет); 7,4 % — женщины, проживающие без мужей и 7,4 % — мужчины, проживающие без жён. 36,8 % не имели семьи. В среднем домашнее хозяйство ведут 2,17 человека, а средний размер семьи — 2,68 человека. В одиночестве проживали 31,6 % населения, 21,0 % составляли одинокие пожилые люди (старше 65 лет).
В 2014 году из 139 человек старше 16 лет имели работу 86. В 2014 году медианный доход на семью оценивался в 53 750 $, на домашнее хозяйство — в 38 125 $. Доход на душу населения — 24 971 $ в год.